# Dagon (Lovecraft)
Dagon é uma divindade que habita o sombrio mundo criado por H.P. Lovecraft em seus contos. Ele foi inspirado em um antigo Deus Semita (de mesmo nome), que representava a fertilidade e a abundância na pesca. Esse mesmo deus e seus templos de adoração são referenciados por diversas vezes no Antigo Testamento, em trechos de José e Samuel. O evento mais conhecido nas escrituras, é a destruição de um de seus templos por Sansão, em seu último ato.
A primeira aparição da deidade fictícia traça-se num dos primeiros contos publicados de Lovecraft. O conto, de título homônimo a criatura, narra como um personagem anônimo se encontrou num pedaço emerso do fundo oceânico, onde há evidências de um antigo culto a Dagon por entidades não humanas. 
Dagon aparece como peça-chave nos contos ambientados na ficticia cidade de Innsmouth. Como é descrito no conto A Sombra sobre Innsmouth, Obed Marsh, capitão da principal embarcação pesqueira de Innsmouth, após retornar de uma viagem pelo Oceano Pacífico, destituiu a Igreja Católica da cidade, clamando que havia conhecido divindades poderosíssimas, que poderiam suprir seu povo com ouro e gemas preciosas, além de garantir fartura em sua principal atividade: a pesca. Em troca, sacrifícios humanos eram oferecidos de tempos em tempos aos "Profundos", em nome de Dagon e Hydra, seus progenitores (para maiores detalhes, veja Ordem Esotérica de Dagon).
Há um filme livremente inspirado nos contos sobre Dagon e Innsmouth, intitulado simplesmente Dagon, foi lançado em 2001 sem grande alarde, mas é considerado um dos melhores filmes baseados na obra de Lovecraft.